# Сара Гарсія Гросс
Сара Гарсія Гросс (ісп. Sara García Gross; нар. 1986 року, Чальчуапа, Санта-Ана, Сальвадор) — сальвадорська активістка, феміністка і правозахисниця. Працює в Громадянської групі по декриміналізації терапевтичних, етичних і евгенических абортів, а також є членом сальвадорської мережі жінок-правозахисників.

## Біографія
Сара Гарсія народилася в 1986 році в Чальчуапа в Сальвадорі. Вона отримала ступінь з психології в центральноамериканських університетах. Потім вивчала гендерні дослідження в Національному автономному університеті Мексики. У червні 2019 року отримує ступінь магістра в галузі прав людини та демократизації в Латинській Америці і Карибському басейні в Національному університеті генерала Сан-Мартіна (Буенос-Айрес, Аргентина).
У 2014 році вона представила аудіозвіт Del Hospital a la Cárcel, в якому розглядаються питання, пов'язані з сексуальними і репродуктивними правами жінок.
Гросс працює в Громадянськії групі по декриміналізації терапевтичних, етичних і евгенических абортів. Це багатопрофільна громадська організація, яка виступає за зміну сальвадорського законодавства про аборти. Крім того, вони просувають статеве виховання і захищають жінок, звинувачених або засуджених за аборти або пов'язані з цим справи  . Гарсія також є членом сальвадорської мережі жінок-правозахисників  .

## Нагороди
У січні 2019 року Університет Париж Дідро нагородив її премією Сімони де Бовуар за зусилля по декриміналізації абортів у випадках зґвалтування, торгівлі людьми і коли життя матері перебуває в небезпеці або мати неповнолітня.